# Bazylika Ostrzyhomska
Bazylika Ostrzyhomska, oficjalnie: Katedra Wniebowzięcia Najświętszej Marii Panny i Świętego Wojciecha (węg. Nagyboldogasszony és Szent Adalbert Prímási Főszékesegyház) – katedra w Ostrzyhomiu, największa i najważniejsza katedra katolicka na Węgrzech, klasycystyczna świątynia wybudowana na miejscu wcześniejszej XII-wiecznej świątyni św. Wojciecha, zniszczonej podczas walk z Turkami. Świątynię, zaprojektowaną przez architektów: Pála Kühnela, Janosa Pakha i Józsefa Hilda, wznoszono w latach 1822–1869. Katedra jest siedzibą arcybiskupa Ostrzyhomia i Budapesztu i jednocześnie prymasa Węgier.

## Historia

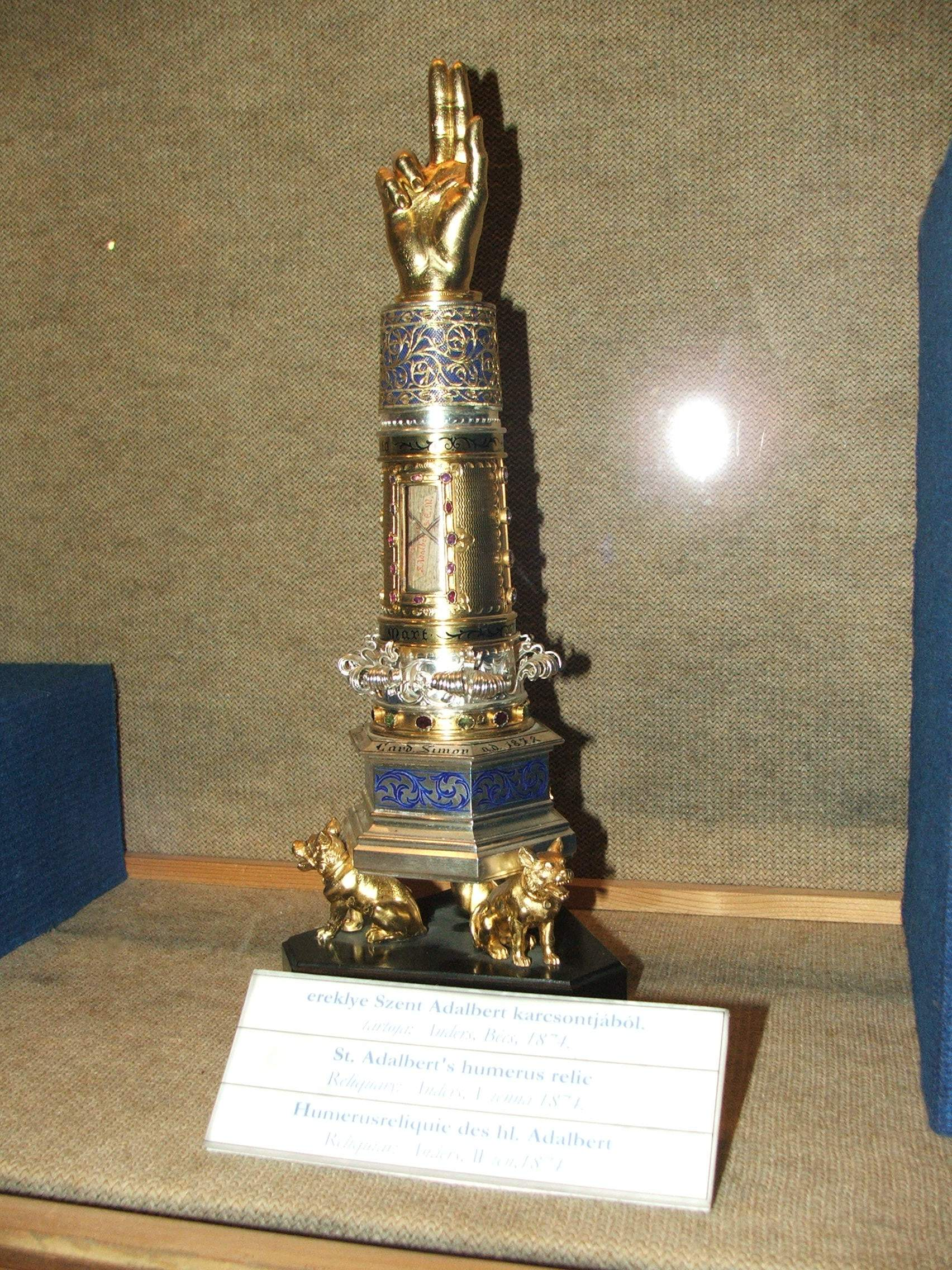
Relikwiarz z kością ramienia św. Wojciecha przechowywany w skarbcu katedry w Ostrzyhomiu.

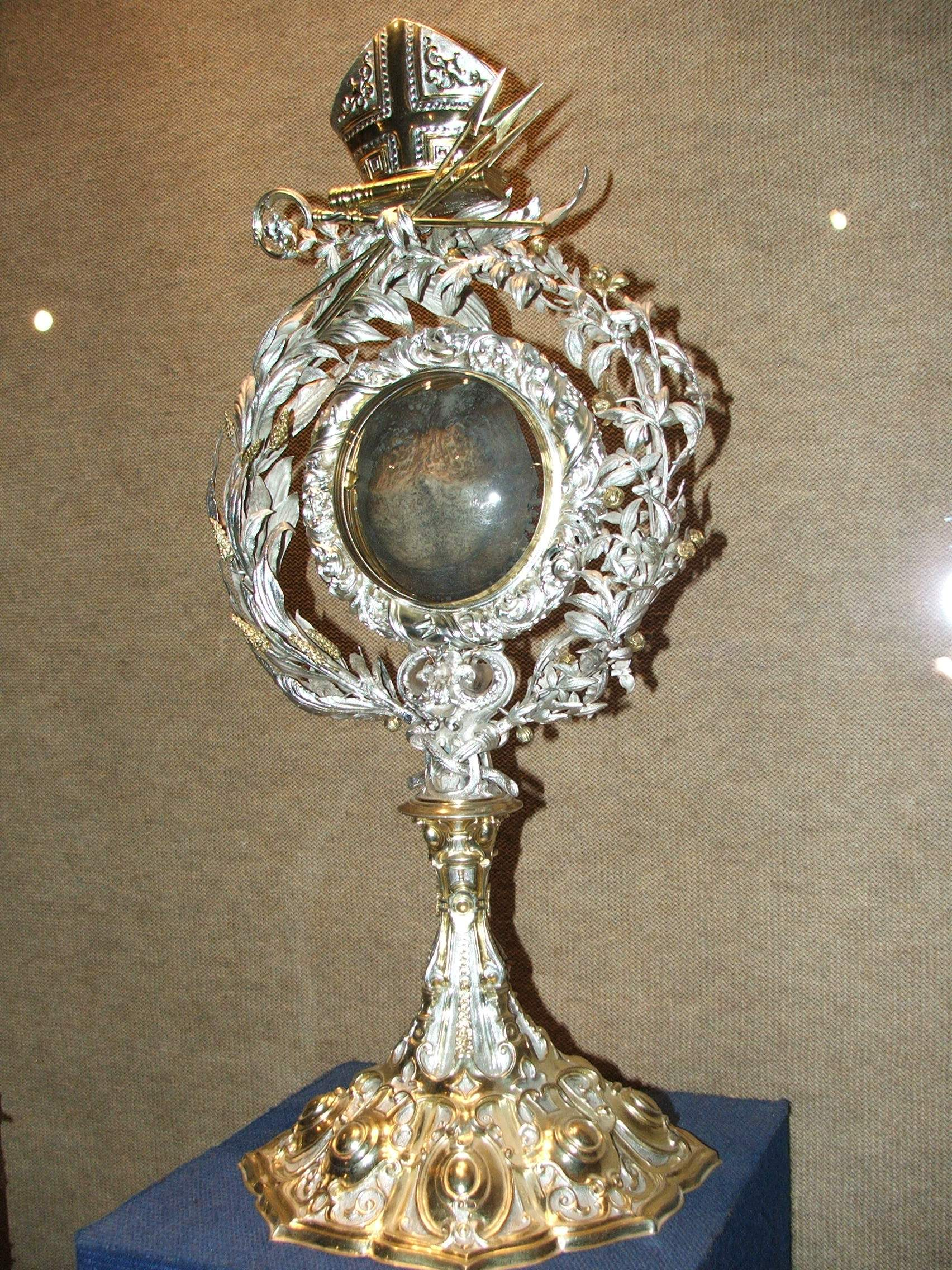
Relikwia św. Wojciecha ze skarbca katedry w Ostrzyhomiu.

Pierwsza przedromańska katedra została wzniesiona w tym miejscu w latach 1001–1010 jako Kościół św. Wojciecha w związku z kultem świętego propagowanym przez cesarza Ottona III. W XIII w. powstała okazała świątynia romańska. Przebudowana wkrótce w stylu gotyckim, imponowała w tamtych czasach swą formą i bogactwem dekoracji. W XVI w. podczas okupacji tureckiej budowla uległa dewastacji, urządzono tu m.in. magazyn prochu. Po rozgromieniu przez Jana III Sobieskiego armii tureckiej i odbiciu w 1683 r. miasta sanktuarium było już bardzo zniszczone. Zdecydowano, że świątynię należy rozebrać. Obecny kościół wzniesiony w latach 1822–1869, w stylu klasycystycznym. Konsekracji katedry dokonano w 1856 r. w obecności cesarza Austrii Franciszka Józefa I. Obecnie bazylika jest siedzibą prymasa Węgier.

## Architektura
Katedra w Ostrzyhomiu jest zbudowana na planie krzyża, z szerokim centralnym transeptem i umieszczonymi w narożach kaplicami. Świątynia charakteryzuje się bardzo dużymi rozmiarami, ma prawie 120 m długości i 40 m szerokości. Dominującym elementem jest kopuła, oparta na wysokim bębnie otoczonym kolumnami. Jej szczyt osiąga 100 m wysokości. Fasadę główną wyróżnia ogromny portyk kolumnowy. Ma on klasyczne formy i jest zwieńczony trójkątnym tympanonem. Po bokach fasady usytuowano dwie wieże, wyodrębnione z głównej bryły.
Wnętrze pozbawione naw bocznych jest wyjątkowo przestronne. Dwie szerokie nawy krzyżują się pod monumentalną kopułą. Jej wnętrze rozświetla szereg dużych okien. Ściany kościoła są pokryte jasnoszarym marmurem, urozmaiconym elementami z czerwonego kamienia. Sklepienia zdobią delikatnie złocone ornamenty.
Tuż przy wejściu do sanktuarium, po lewej stronie, znajduje się dzieło włoskiego renesansu – kaplica Bakócza. Została ona wybudowana na początku XVI w. jako kaplica grobowa arcybiskupa. Do 1822 r. była samodzielną budowlą, przylegającą do wcześniejszej katedry. Po wybudowaniu obecnej świątyni podzielono ją na małe części i odtworzono w jednej z wewnętrznych kaplic. 
W ostrzyhomskiej bazylice znajdują się malowidła, obrazy i rzeźby artystów włoskich i wiedeńskich z drugiej połowy XIX w. W wyraźnie wyniesionym prezbiterium jest duży obraz w ołtarzu głównym – kopia dzieła Tycjana, przedstawiająca wniebowzięcie. W pobliżu bazyliki w 2001 roku wzniesiono statuę koronacji św. Stefana.
Za prezbiterium katedry w Ostrzyhomiu znajduje się najcenniejszy na Węgrzech skarbiec katedralny. Są w nim przechowywane złote naczynia liturgiczne, bogato zdobione szaty oraz słynna Kalwaria króla Macieja Korwina, czy XIII-wieczny krzyż koronacyjny, wykonany ze złota, wysadzany perłami i kamieniami szlachetnymi, ważący ponad 7 kg.
Dla turystów udostępniony jest taras widokowy, ulokowany tuż pod kopułą świątyni, z którego jest widok na miasto, zakole Dunaju i odległe góry.